# ブレア・ベネット
ブレア・ベネット（Brea Bennett、 1987年2月7日 - ）は、アメリカ合衆国のポルノ女優。アリゾナ州出身。

## 人物
アリゾナ育ち。
歌手を夢見ており、当初はオペラを勉強していたものの、レパートリーがだんだんと増えていった。
高校卒業後は美容コンサルタントの職に就くも、不動産事務所の受付嬢に転職した。
現在は結婚しているが、自身をバイセクシャルと公表している
2013年12月、ペントハウスペットに選ばれた。